# Guam League
Die Guam League ist die höchste Spielklasse im Fußball von Guam. Das erste Mal ausgetragen wurde der Wettbewerb 1990. Erster Meister des Landes war das Universitätsteam Guams. Bisher wurde die Liga 29-mal ausgespielt, Rekordsieger ist Guam Shipyard FC mit neun Titeln.

## Aktuelle Saison
In der Saison 2024 spielten folgende 15 Mannschaften:
- Bank of Guam Strykers
- Dededo SC
- Tumon Typhoons FC
- Guam Shipyard FC
- Islanders FC
- NAPA Rovers FC
- Quality Distributors
- Sidekicks SC
- Southern Cobras SC
- Southern Heat Omega
- Strykers FC Beercelona
- Tigers FC
- Tumon FC University of Guam
- Tumon Typhoons FC
- Wings FC

## Liste der Titelträger
| - 1990 University of Guam - 1991 University of Guam - 1992 University of Guam - 1993 University of Guam - 1994 Tumon Taivon - 1995 Continental Micronesia G-Force - 1996 Continental Micronesia G-Force - 1997 Tumon Soccer Club - 1998 Anderson Soccer Club - 1999 Coors Light Silver Bullets1 - 2000 Coors Light Silver Bullets1 - 2001 Staywell Zoom1 - 2002 Guam Shipyard FC - 2003 Guam Shipyard FC - 2004 Guam U-18 - 2005 Guam Shipyard FC | - 2006 Guam Shipyard FC - 2007 Quality Distributors FC - 2008 Quality Distributors FC - 2009 Quality Distributors FC - 2010 Quality Distributors FC - 2011 Cars Plus FC - 2012 Quality Distributors FC - 2013 Quality Distributors FC - 2014 Rovers FC - 2015 Rovers FC - 2016 Rovers FC - 2017 Rovers FC - 2018 Rovers FC - 2019 Rovers FC - 2020 abgebrochen.... - 2021 nicht ausgetragen | - 2022 nicht ausgetragen - 2023 Wings FC - 2024 Wings FC |

1: Bis 2001 trat Guam Shipyard unter den Namen Coors Light Silver Bullets und Staywell Zoom an.